# Sternula antillarum
Sternula antillarum (danh pháp hai phần: Sternula antillarum, trước đây là Sterna antillarum) là một loài chim biển trong họ Nhàn. Sternula antillarum sinh sản ở Bắc Mỹ và tại địa phương ở miền bắc Nam Mỹ. Nó liên quan chặt chẽ, và trước đây thường được coi là cùng loài với nhàn nhỏ của Cựu Thế giới. Loài bà con gần khác bao gồm nhàn mỏ vàng và nhàn Peru, cả hai từ Nam Mỹ.
Nó là một loài nhàn biển nhỏ, dài 22–24 cm, với sải cánh dài 50 cm, và nặng 39-52 g. Phía trên khá đồng đều màu xám nhạt, và phần dưới màu trắng. Đầu là màu trắng, với một chỏm đầu màu đen và dòng kẻ qua mắt đến các chân mỏ, và trán một mảng nhỏ màu trắng trên mỏ, vào mùa đông, trán trắng rộng hơn, với chóp màu đen nhỏ hơn và ít rõ nét. Mỏ có màu vàng với một chấm nhỏ màu đen vào mùa hè, tất cả đều thành màu đen vào mùa đông. Chân hơi vàng. Cánh chủ yếu là màu xám nhạt.
Nó là loài di trú, trú đông ở Trung Mỹ, vùng Caribbean và miền bắc Nam Mỹ. Nhiều con trải qua cả năm đầu tiên trong khu vực trú đông của chúng (Thompson et al 1997). Nó đã hiện diện như là một lang thang sang châu Âu, với trường hợp ghi nhận tại Vương quốc Anh.
Nó khác với Tern nhỏ chủ yếu ở cuối thân và đuôi của nó là màu xám, không trắng, và nó có một, gọi squeaking khác nhau, từ Tern vàng lập hoá đơn trong nhạt màu hơn màu xám ở trên và có một đầu màu đen để dự luật; Tern Peru nhạt màu hơn màu xám ở trên và màu trắng (không màu xám nhạt) dưới đây và có một mẹo ngắn màu đen vào